# Roßleben-Wiehe
Roßleben-Wiehe är en stad i Kyffhäuserkreis i förbundslandet Thüringen i Tyskland.
Staden bildades den 1 januari 2019 genom en sammanslagning av de tidigare kommunerna Donndorf, Nausitz, Roßleben och Wiehe.